# Naturdenkmal Schwalgloch Platte
Das Naturdenkmal Schwalgloch Platte mit 0,03 ha Flächengröße liegt im Stadtgebiet von Marsberg südlich von Erlinghausen im Hochsauerlandkreis. Das Gebiet wurde 2008 mit dem Landschaftsplan Marsberg durch den Kreistag des Hochsauerlandkreises als Naturdenkmal (ND) ausgewiesen. Das ND ist umgeben vom Landschaftsschutzgebiet Platte.

## Beschreibung
Der Landschaftsplan führt zum ND aus: „Rund 400 m südöstlich des flachen Rückens „Platte“ versickert nach kurzem Verlauf durch die relativ ebene Feldflur ein kleines Gewässer dort, wo die überlagernde Buntsandsteindecke nach Norden wieder in die älteren Zechsteinkalke übergeht. Neben dieser geologischen „Landmarke“ bildet der Böschungsbewuchs dieser Bachschwinde ein naturnahes Strukturelement in der umgebenden, weitgehend ungegliederten Agrarlandschaft. Das Objekt ist aufgrund der relativ guten Erreichbarkeit bei gleichzeitiger Lage abseits von größeren Straßen latent gefährdet durch die Ablagerung von organischem Abfall, Lesesteinen und landschaftsfremden Stoffen. Die vorhandenen Ablagerungen von Fremdmaterial sind aus dem abgegrenzten Schutzobjekt zu entfernen.“

## Schutzzweck
Der Landschaftsplan führt zum Schutzzweck aus: „Alle nachfolgenden Naturdenkmale stellen Einzelschöpfungen der Natur dar, die aus wissenschaftlichen, landeskundlichen und erdgeschichtlichen Gründen sowie wegen ihrer Seltenheit und Eigenart schutzbedürftig sind.“ Im ND sind „alle Handlungen verboten, die zu einer Zerstörung, Beschädigung oder Veränderung des geschützten Objektes führen können. Insbesondere ist verboten:
- Aufschüttungen, Verfüllungen, Abgrabungen oder Ausschachtungen vorzunehmen oder die Bodengestalt in anderer Weise zu verändern;
- Bäume, Sträucher oder sonstige wildwachsende Pflanzen zu beschädigen, auszureißen, auszugraben oder Teile davon abzutrennen oder auf andere Weise in ihrem Wachstum zu beeinträchtigen;
- bauliche Anlagen zu errichten.“[2]